# Filip Krämer
Filip Krämer (* 8. Juni 1992 in Myjava, Tschechoslowakei) ist ein österreichischer Basketballspieler slowakischer Abstammung. Er ist 202 cm groß.

## Spielerlaufbahn
Er spielte ab der Saison 2012/13 beim österreichischen Basketballbundesligisten Kapfenberg Bulls, mit denen er 2017 und 2018 Staatsmeister wurde sowie in diesen beiden Jahren und 2014 ebenfalls den Sieg im Pokalwettbewerb errang. Legt man die statistischen Kennzahlen zu Grunde, war die Saison 2015/16 Krämers beste in Kapfenberg, als er in 38 Bundesligaeinsätzen im Durchschnitt 12,2 Punkte und 7,6 Rebounds je Begegnung erzielte.
Während des Sommers 2018 entschloss sich Krämer, ins Ausland zu wechseln, er nahm ein Vertragsangebot des englischen Erstligisten Worcester Wolves an. Bereits im darauffolgenden Januar löste er seinen Vertrag bei den Wolves wieder auf. Er hatte für Worcester zwölf Ligaspiele bestritten und dabei im Schnitt 9,9 Punkte und 7,9 Rebounds pro Einsatz erzielt. Kurz nach seinem Abschied aus England wurde er vom isländischen Erstligisten Stjarnan verpflichtet.
In der Sommerpause 2019 schloss er sich dem deutschen Drittligisten Gießen 46ers Rackelos, Ausbildungsmannschaft des mittelhessischen Bundesligisten, an.
Hernach wandte sich Krämer überwiegend der Spielart 3-gegen-3 zu.

## Nationalmannschaft
Seine Karriere in der Nationalmannschaft begann für Krämer in der Saison 2011/12 in der U20. Seine ersten Einsätze in der A-Nationalmannschaft hatte er im Rahmen der Qualifikation zur Basketball-Europameisterschaft 2017, als er im zweiten Einsatz gegen Deutschland sieben Punkte beisteuern konnte.
2023 wurde er bei der Europameisterschaft im 3-gegen-3 Fünfter. Im selben Jahr nahm er an der Weltmeisterschaft in dieser Spielform teil.

## Familie
Sein Bruder David wurde ebenfalls Berufsbasketballspieler, Vater Roman war slowakischer Nationalspieler.